# Anisotome latifolia
Anisotome latifolia známá také jako Campbell Island Carrot je druh rostliny z čeledi miříkovitých. Roste hlavně na Aucklandových a Campbellových ostrovech, kde je součástí společenstva obřích bylin, známého jako megaherbs. Vyskytuje se od pobřeží až po vrcholky hor, nejhojnější je však v nižších nadmořských výškách.

## Popis
Květenství této rostliny dorůstá výšky až 2 metrů. Kožovité listy v přízemní růžici jsou 30 až 60 cm dlouhé a 10 až 20 cm široké. Květy jsou bílé až růžové, uspořádané ve složeném okolíku. Kvete od října do února. Po odkvětu v průběhu ledna až března se na rostlinách utvářejí plody.